# 林恩鎮區 (密蘇里州歐塞奇縣)
林恩鎮區（英語：Linn Township）是位於美國密蘇里州歐塞奇縣的一個行政鎮區。

## 地方資料
林恩鎮區的面積為192.22平方千米，當中陸地面積為187.98平方千米，而水域面積為4.23平方千米。根據2020年美國人口普查的數據，當地共有人口2217人，而人口密度為每平方千米11.53人。